# Димо Стамов
Димо Стамов Димов е български офицер, генерал-майор от МВР, началник на Софийското градско управление за противопожарна охрана.

## Биография
Роден е на 2 май 1922 г. в сливенското село Каменово. По време на Втората световна война е кандидат-подофицер от артилерията, когато се свързва с партизаните и започва да ги снабдява с оръжие и патрони. На 9 септември 1944 г. участва в установяването на властта на ОФ в родния си край. От 1944 до октомври 1948 г. е началник на Противопожарната охрана на Нова Загора. От 1948 до 1949 г. е началник на Противопожарната охрана в Плевен. След това е назначен за началник на Софийското градско управление на Противопожарната охрана. Остава на този пост почти 30 години. През 1951 г. завършва едногодишен курс в Москва. От 1969 г. е генерал-майор. От 1985 до 1987 г. работи в отдел „Военен“ на Столичния съвет, след което се пенсионира. Умира през октомври 2002 г. Награждаван е с орден „9 септември 1944 г.“ – I ст. с мечове (1972) и „Народна република България“ – I ст. (1982)